# Saint-Cloud
Saint-Cloud este o comună franceză, situată în departamentul Hauts-de-Seine, în regiunea Île-de-France. Este un oraș rezidențial elegant din suburbia pariziană, cunoscut în principal pentru parcul Saint-Cloud pe care îl găzduiește.

## Geografie

### Localizare

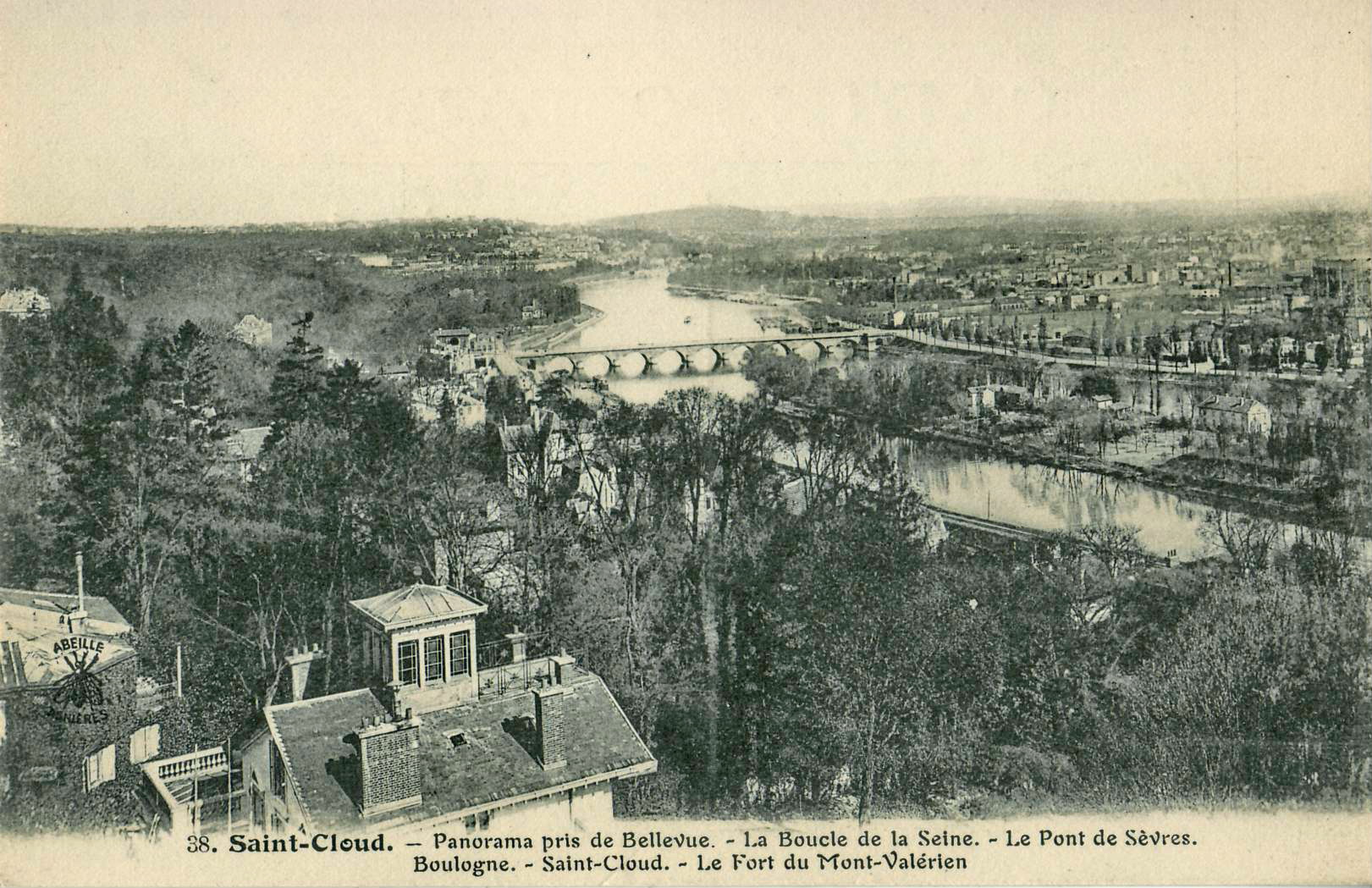
La începutul secolului al XX-lea, vedere de la Bellevue (Meudon) spre meandrul Senei.

Saint-Cloud este o comună situată, în linie dreaptă, la 10,7 kilometri vest de Catedrala Notre-Dame din Paris. Ea se întinde pe pantele care domină malul stâng al Senei, vizavi de Bois de Boulogne. Orașul se află la trei kilometri de poarta Saint-Cloud și de poarta Auteuil (al 16-lea arondisment din Paris).
Comuna este mărginită la nord de Suresnes, la vest de Rueil-Malmaison, Garches și Marnes-la-Coquette, iar la sud de Sèvres și Ville-d'Avray. Limita sa estică este marcată de Sena, care o separă de comunele Boulogne-Billancourt și Paris (pădurea Boulogne).

### Geologie și relief

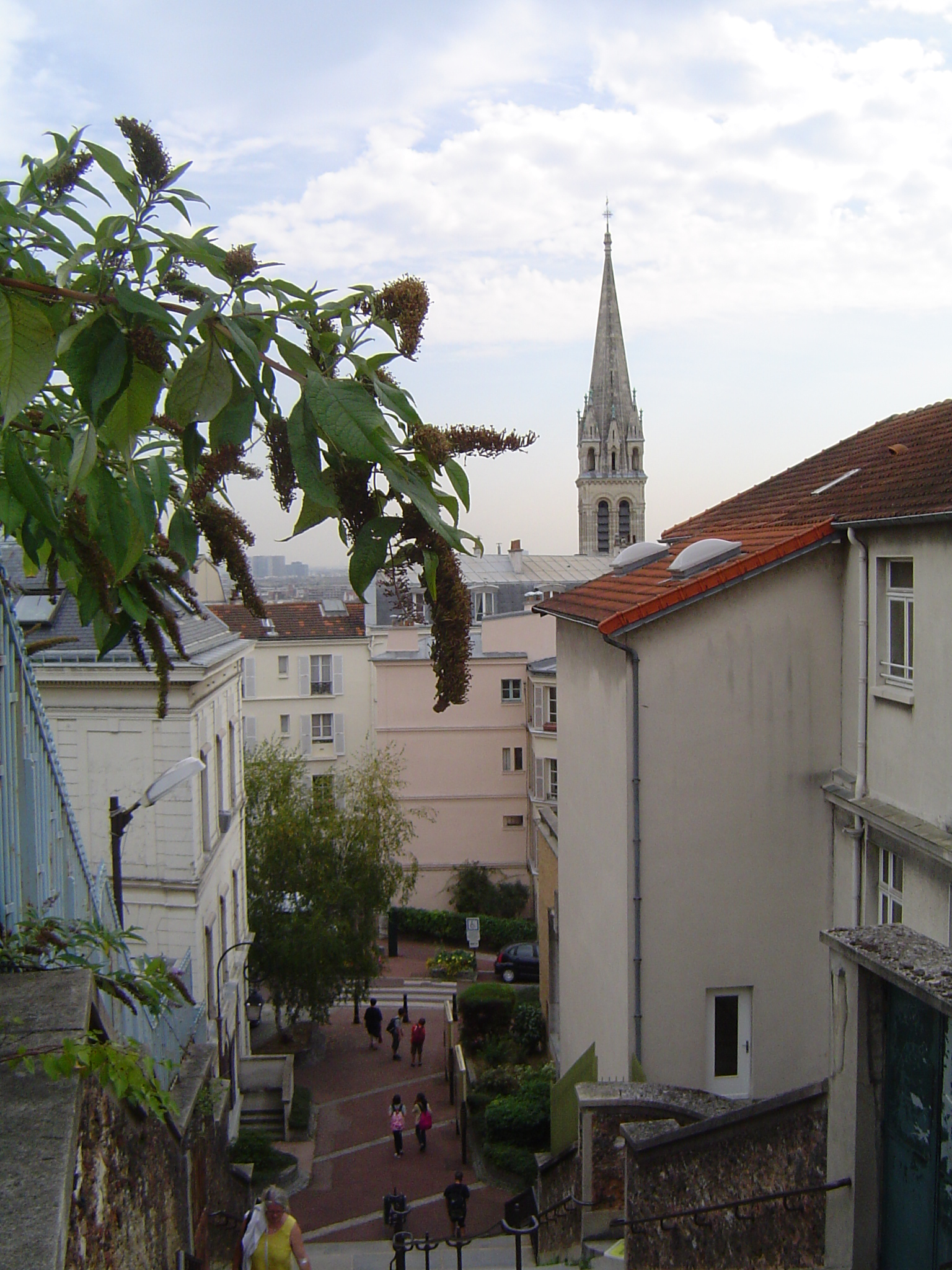
Scară în centrul orașului.

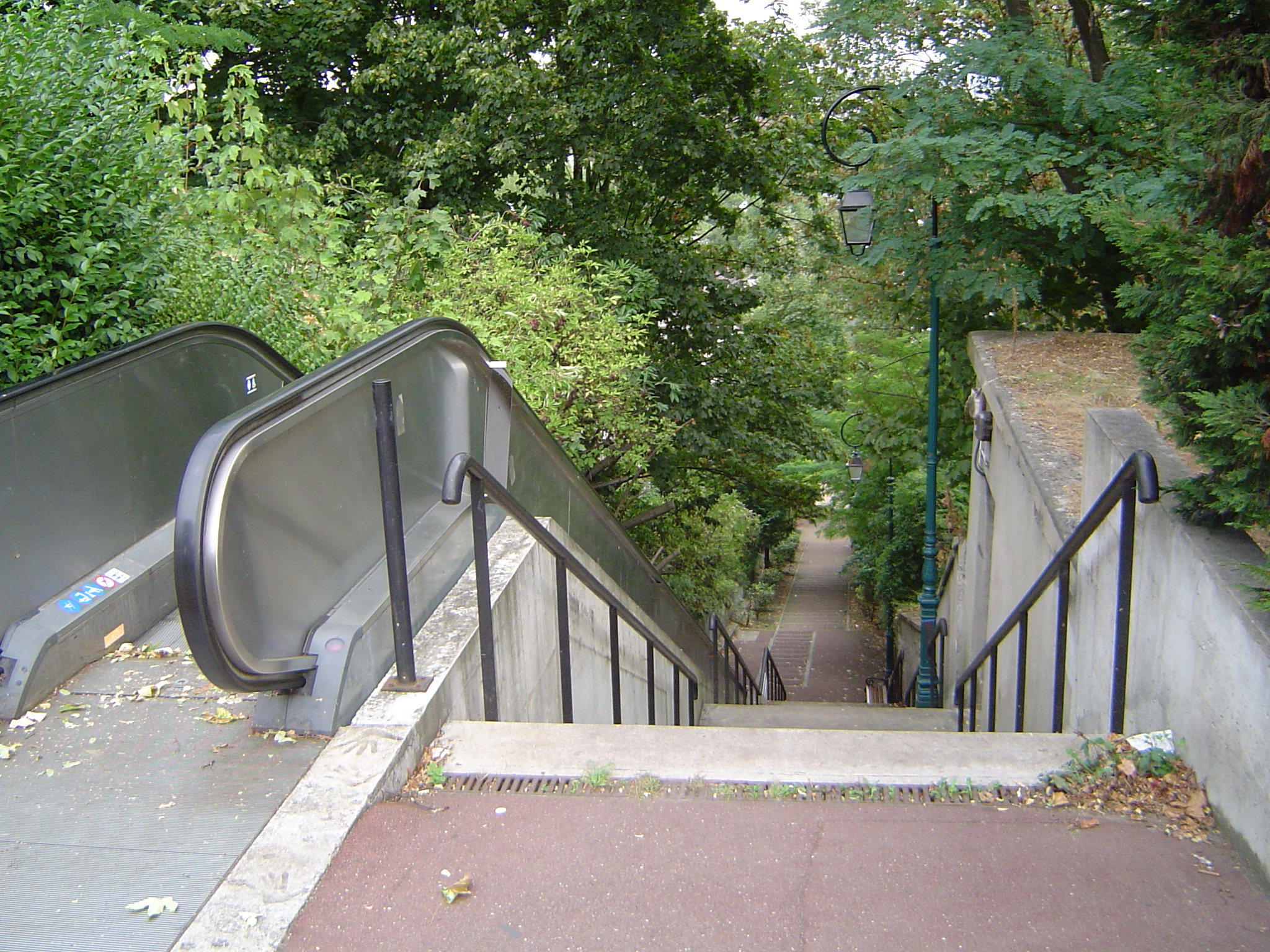
Scările sunt des întâlnite în oraș.

Suprafața comunei este de 756 hectare, iar altitudinea variază între 28 și 164 de metri.
Saint-Cloud este construită pe o colină. Orașul este traversat de numeroase scări și chiar de escalatoare, care facilitează accesul pe pantele abrupte.

### Clima
În 2010, clima comunei este de tipul climatului oceanic degradat al câmpiilor din Centru și Nord, conform unui studiu al Centrului Național de Cercetare Științifică (CNRS) pe baza unui set de date care acoperă perioada 1971-2000 bazat pe o serie de date din perioada 1971-2000. În 2020, Météo-France a publicat o tipologie a climatului pentru Franța metropolitană, în care comuna este expusă unui climat oceanic și se află în regiunea climatică Sud-vest a bazinului Parisian, caracterizată printr-o ploaie redusă, în special primăvara (120-150 mm) și un iarnă rece (3,5 °C).
Pentru perioada 1971-2000, temperatura anuală medie este de 11,8 °C, cu o amplitudine termică anuală de 15,1 °C. Cumulul anual mediu de precipitații este de 652 mm, cu 11 zile de precipitații în ianuarie și 7,9 zile în iulie. Pentru perioada 1991-2020, temperatura medie anuală observată la stația meteorologică Météo-France cea mai apropiată, situată în comuna Toussus-le-Noble la 13 km distanță, este de 11,5 °C, iar cumulul anual mediu de precipitații este de 677,0 mm.
Parametrii climatici ai comunei au fost estimați pentru mijlocul secolului (2041-2070) conform diferitelor scenarii de emisie de gaze cu efect de seră, bazate pe noile proiecții climatice de referință DRIAS-2020. Aceștia pot fi consultați pe un site dedicat publicat de Météo-France în noiembrie 2022.

### Căi de comunicație și transport
Comuna Saint-Cloud este cunoscută de către automobiliști ca fiind punctul de plecare al primei autostrăzi franceze: actuala A13, care leagă regiunea Normandia (Rouen, Le Havre, Caen, Deauville) traversând departamentul Yvelines (Mantes-la-Jolie, Meulan-Les Mureaux, Poissy).
Primele studii pentru crearea autostrăzii de l'Ouest (Autostrada Vestului), care urma să lege capitala de Normandia, au fost inițiate în 1927. Proiectul a fost întârziat din cauza caracterului istoric al parcului Saint-Cloud, dar a fost declarat de utilitate publică pe 4 mai 1935, odată cu planul de reconstrucție a podului Saint-Cloud.
În timpul ocupației germane, tunelul Saint-Cloud a fost folosit de armata germană ca depozit pentru aproape 10 tone de muniții, în special torpile ale Kriegsmarine. Fațada tunelului original (sensul actual Paris → provincie) a fost complet reconstruită în momentul perforării celui de-al doilea tub (sensul actual provincie → Paris). Tunelul original, care era cu dublu sens, era echipat cu un sistem de semafoare orizontale pentru gestionarea sensurilor de circulație. Cele două tuburi au lungimi de 832 metri și 900 metri.
Până în 1974, autostrada A13 se termina la nivelul podului Saint-Cloud. Ulterior, aceasta a fost conectată la périphérique-ul parizian prin viaductul Saint-Cloud, care traversează Sena, și printr-un tunel sub partea nordică a Boulogne-Billancourt.
În urma catastrofei din tunelul Mont-Blanc, au fost organizate exerciții în tunelurile franceze pentru a valida procedurile de intervenție în caz de urgență. Acesta a fost și cazul tunelului Saint-Cloud, unde un exercițiu a avut loc pe 16 aprilie 2003.
Orașul Saint-Cloud este străbătut de următoarele drumuri departamentale:
- D7: Face legătura între quai Franklin D. Roosevelt din Paris și Villeneuve-La Garenne. Porțiunea care traversează Saint-Cloud se află între intersecția dintre quai Marcel-Dassault și rue Louis-Blériot (la limita cu Suresnes) și rue de Saint-Cloud, situată în apropierea muzeului Céramique de Sèvres, lângă île Monsieur.
- D39: Conectează gara RER din Rueil-Malmaison, situată aproape de podul Chatou, cu complexul spitalicesc din Saint-Cloud. Porțiunea care traversează comuna începe la intersecția Croix-du-Roy (la granița cu Suresnes).
- D180: Parcurge o distanță scurtă prin Saint-Cloud, de-a lungul părții sudice a hipodromului omonim, la limita cu Garches, iar apoi continuă pe teritoriul comunei Rueil-Malmaison.
- D907: Leagă podul Saint-Cloud de intersecția cu D173, situată în Vaucresson. Secțiunea care traversează Saint-Cloud se termină înainte de gara SNCF Garches - Marnes-La Coquette.
- D985: Conectează podul Suresnes de intersecția Fausses-Reposes, situată în Versailles, marcând granița între departamentele Hauts-de-Seine și Yvelines. Segmentul care traversează Saint-Cloud începe la intersecția cu D39 și se termină în Ville-d'Avray, la extremitatea sudică a Domaine national.

## Urbanism

### Tipologie
La 1 ianuarie 2024, Saint-Cloud este clasificată drept un mare centru urban, conform noii grile comunale de densitate în șapte niveluri, definită de INSEE (Institutul Național de Statistică și Studii Economice) în 2022. Aceasta aparține unității urbane a Parisului, o aglomerație inter-departamentală care cuprinde 407 comune, dintre care face parte ca o comună din suburbii. În plus, comuna face parte din aria metropolitană a Parisului, fiind una dintre comunele de la periferie, această zonă reunind 1.929 de comune.

## Toponimie
Mențiunile vechi ale localității sunt Niovicentovicum, Noviintovico pe o monedă merovingiană, Nogianis, Novientum villa în anul 692, Novigentum în 765. Apoi Sanctus Clhodoaldus în 811, Saint Floud în 841, Sanctus Clodoaldus în 1222, Sanctus Cloaldus, Saint Clout Juxta Parisius în 1332, Saint Clout.
În 1792, comuna a fost numită La Montagne-Chérie și Pont-la-Montagne.
Etimologia denumirii Novigentum indică un cuvânt de origine galică, format din Noviio, care înseamnă „nou”, și sufixul -entum. Toponimul poate fi tradus prin „Noua așezare”.

## Istorie

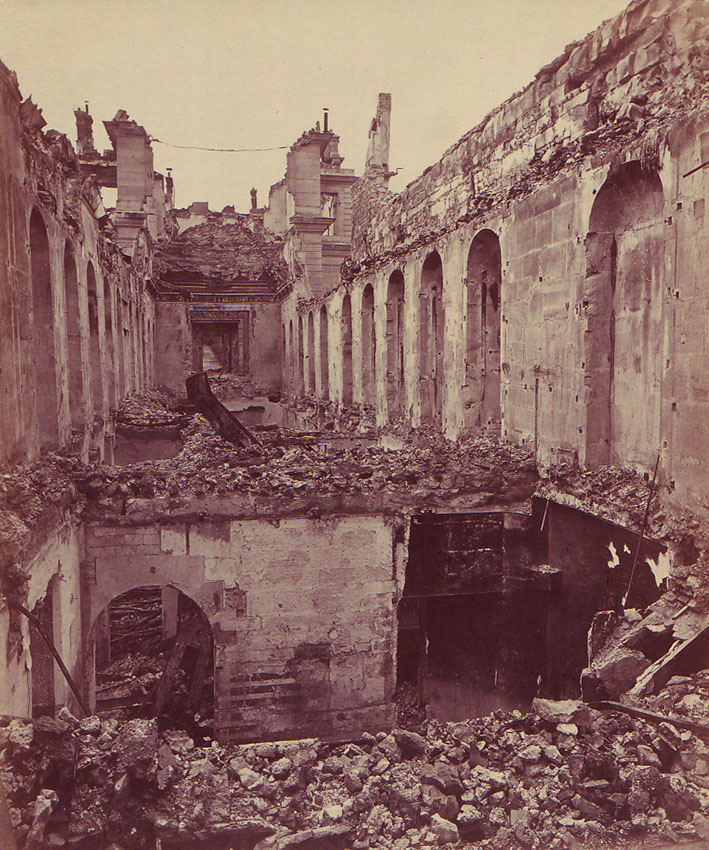
Ruinele castelului din Saint-Cloud după războiul din 1870.

### Origini
Locul era ocupat în perioada galo-romană de vorbitori de galică, așa cum atestă cuvântul Noviocentum, „Noua așezare”.
În secolul al VI-lea, pustnicul Clodoald, nepotul lui Clovis și fiul lui Chlodomer I, regele Orléans-ului, s-a retras departe de intrigile pentru putere purtate de unchii săi, stabilindu-se la Noviogentum, pe malurile Senei, un cătun locuit la acea vreme de tăietori de lemne și pescari. Acolo a fondat un schit unde a murit în anul 560. Discipol al pustnicului Severin din Paris, el a construit un mănăstire, din care mai există un zid (piața Moustier). Această mănăstire era dedicată sfântului Martin de Tours.
După moartea sa în 560, în jurul mormântului său s-au raportat numeroase miracole, iar Clodoald a fost canonizat în cursul secolului al VII-lea. Satul a luat atunci numele de Sanctus Clodoaldus, devenind ulterior Saint-Floud, apoi Saint-Cloot și, în cele din urmă, Saint-Cloud.
Sfântul a lăsat episcopilor Parisului drepturile sale senioriale, aceștia fiind până în 1839 duci de Saint-Cloud și pari ai Franței.
O mănăstire s-a dezvoltat în acest loc. Primul stareț cunoscut al mănăstirii din Saint-Cloud a fost Johannes abbas de sancto Flodoaldo (Ioan, starețul din Saint-Cloud) în anul 765, acesta semnând pe a treia poziție, imediat după starețul din Saint-Denis și cel din Saint-Germain-des-Prés. Biserica din Saint-Cloud a devenit colegială, având nouă canonicii, printr-o bulă emisă de papa Alexandru al III-lea în anul 1165.
Adunările prilejuite de pelerinajele către orașul sfântului sunt la originea actualei sărbători Saint-Cloud, una dintre cele mai vechi târguri din Franța. Această sărbătoare este, de fapt, o continuare a distracțiilor laice care însoțeau, încă din Evul Mediu, solemnitățile religioase dedicate sărbătorii patronale, celebrată la aniversarea morții lui Clodoald, pe 7 septembrie 560.

### Evul Mediu
Saint-Cloud a fost martor al invaziilor normande din anii 845, 856-857, 861 și 885, care aveau ca scop jefuirea Parisului.
În timpul Războiului de O Sută de Ani, în timpul campaniei militare a lui Eduard al III-lea, satul a fost incendiat de trupele engleze pe 6 august 1346.
În 1358, englezii au ocupat satul, l-au incendiat și au masacrat locuitorii.
Saint-Cloud a fost incendiat în 1411 în timpul luptelor dintre armagnaci și burgunzi.
În 1433, locuitorii au fost supuși unor rechiziții excesive.
În 1556, Henric al II-lea a ordonat construirea podului de piatră din Saint-Cloud, iar Henric al III-lea a autorizat locuitorii să-și înconjoare așezarea cu ziduri și șanțuri de apărare. Senioria aparținea episcopului de Paris. Cea mai frumoasă casă din Saint-Cloud, vândută Caterinei de Medici, a fost oferită de aceasta lui Jérôme de Gondi în 1577.

### Epoca Modernă
În 1589, Henric al III-lea, care se instalase în castelul din Saint-Cloud, construit de Jérôme de Gondi pentru a conduce asediul Parisului ocupat de Liga Catolică, a fost asasinat acolo de călugărul Jacques Clément. Henric al IV-lea a fost recunoscut rege în același loc.
Aflat în apropierea Parisului și pe drumul spre Versailles, castelul din Saint-Cloud a fost cumpărat de Ludovic al XIV-lea și oferit fratelui său, ducele Filip de Orléans. Acesta a început amenajarea parcului începând cu 1658. În 1674, Ludovic al XIV-lea a transformat domeniul în ducat-pairie pentru arhiepiscopii Parisului. În 1717, țarul Petru cel Mare a vizitat Saint-Cloud.
Ludovic al XVI-lea a achiziționat castelul în 1785 pentru a-l oferi soției sale, Maria-Antoaneta. Ulterior, atât castelul, cât și parcul au jucat un rol important în istoria Franței de-a lungul secolului al XIX-lea.
Napoleon Bonaparte a realizat acolo lovitura de stat de la 18 Brumar, anul VIII (9 noiembrie 1799) și a transformat castelul în reședința sa preferată. El a cheltuit 3.141.000 de franci pentru restaurarea castelului, care a devenit scena magnificenței curții imperiale a lui Napoleon I. În 1810, căsătoria civilă dintre Napoleon și Maria-Luiza a fost celebrată la Saint-Cloud.

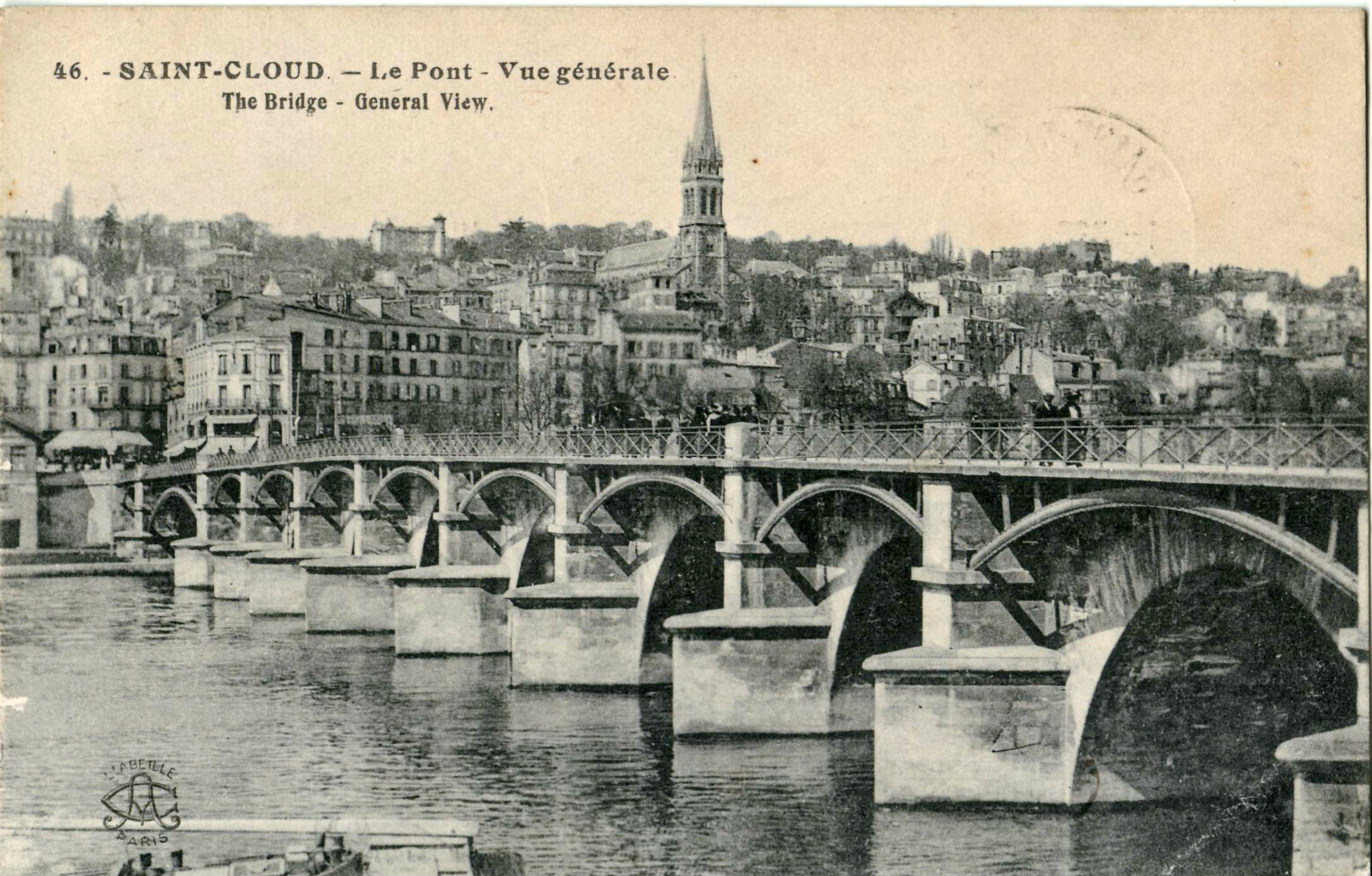
Podul din Saint-Cloud, în versiunea sa reconstruită la ordinul lui Napoleon în 1808.

În 1814, Saint-Cloud a fost ocupat de generalul rus, contele de Langeron, care a respectat atât castelul, cât și locuitorii.
În 1815, la sfârșitul epopeii napoleoniene, mareșalul prusac Gebhard Leberecht von Blücher s-a instalat la castel. Cuprins de dorința de răzbunare, a distrus țesăturile de mătase și tapițeriile, devastând camera și biblioteca.
Începând cu 1817, palatul a devenit reședință regală, iar Montretout a fost transformat ulterior într-o grădină rezervată ducelui de Bordeaux.
Ludovic al XVIII-lea a început construirea unor cazărmi și clădiri la Saint-Cloud, finalizate de Carol al X-lea, care a părăsit castelul pentru totdeauna pe 30 iulie 1830.
Carol al X-lea a semnat la Ordonanțele din iulie 1830 la Saint-Cloud, prin care a abolit Carta și care au dus la căderea sa de la putere. Tot de acolo a plecat în exil. La Saint-Cloud, Napoleon al III-lea a fost proclamat împărat la 1 decembrie 1852.
În 1855, pictorul romantic Paul Huet a realizat tabloul „Inundația de la Saint-Cloud”, care a fost primit cu entuziasm de Eugène Delacroix. Acesta i-a scris pe 21 aprilie: „Marea dumneavoastră inundație este o capodoperă, distruge complet căutarea efectelor minore la modă!” Delacroix i-a obținut, de asemenea, o medalie suplimentară la Expoziția Universală de la Paris.
Pe 31 mai 1868, prima cursă de ciclism din Franța a avut loc la Saint-Cloud.

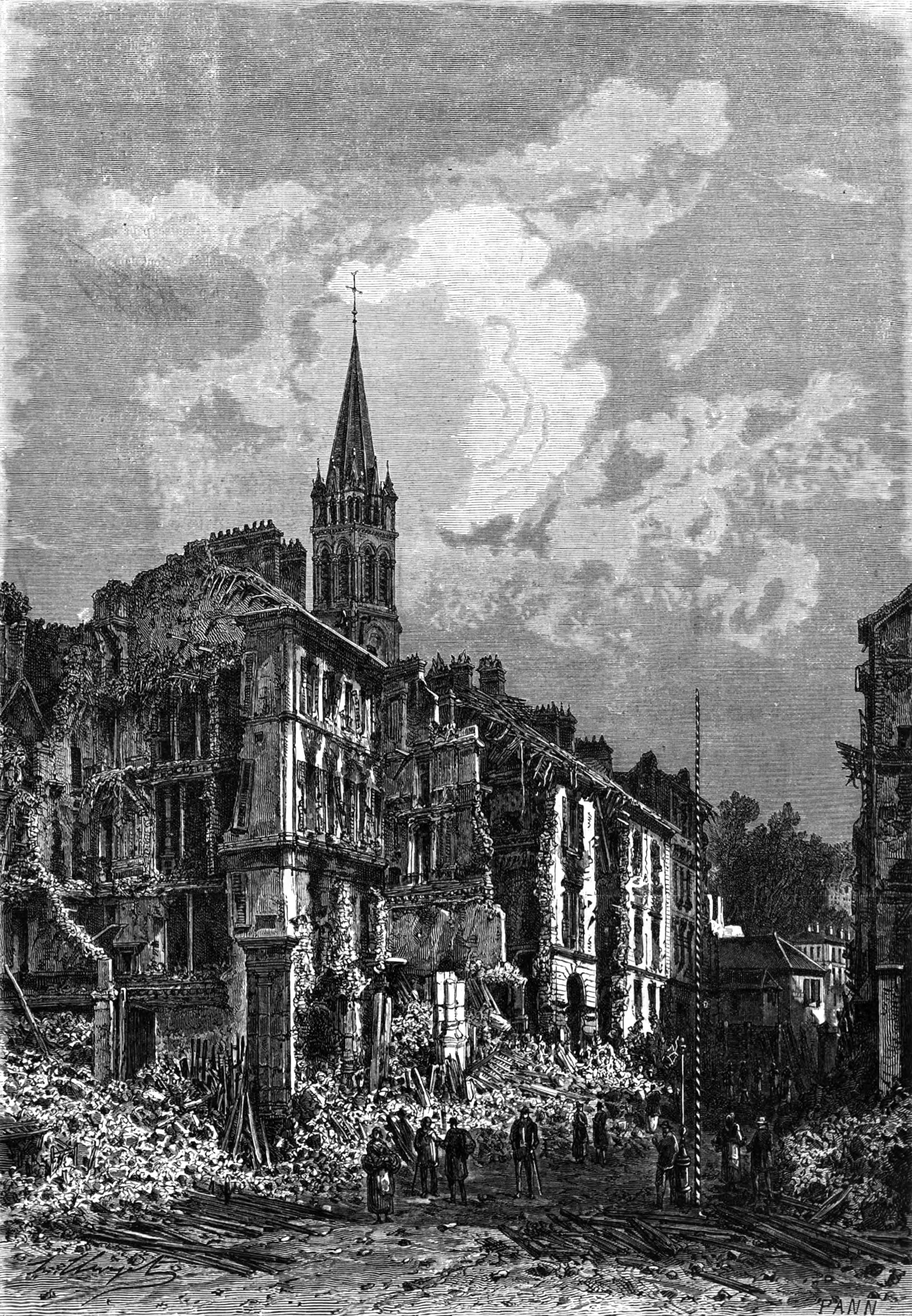
Ruinele de la Saint-Cloud (1870).

Pe 15 iulie 1870 a început războiul franco-prusac din 1870, declarat Prusiei în cadrul unui consiliu ținut la castelul Saint-Cloud. După înfrângerea franceză, pe 13 octombrie 1870, castelul, care fusese ocupat de prusaci în timpul asediului Parisului, a fost incendiat. Conform versiunii germane, focul a fost declanșat de un obuz tras de francezi din fortăreața Mont-Valérien. Prusacii, care nu aveau niciun interes să protejeze un edificiu francez distrus de francezi înșiși, nu au intervenit pentru a opri incendiul, lăsând castelul să ardă.
Cu toate acestea, francezii au susținut că au găsit în ruine mai multe urme de petrol, alimentând suspiciuni privind o intenție deliberată. Totuși, această teorie este considerată mai degrabă o legendă, răspunderea pentru incendiu fiind cel mai probabil franceză. Din fericire, împărăteasa-regentă Eugénie ordonase mutarea celor mai valoroase opere de artă către Garde-Meuble înainte de incendiu.

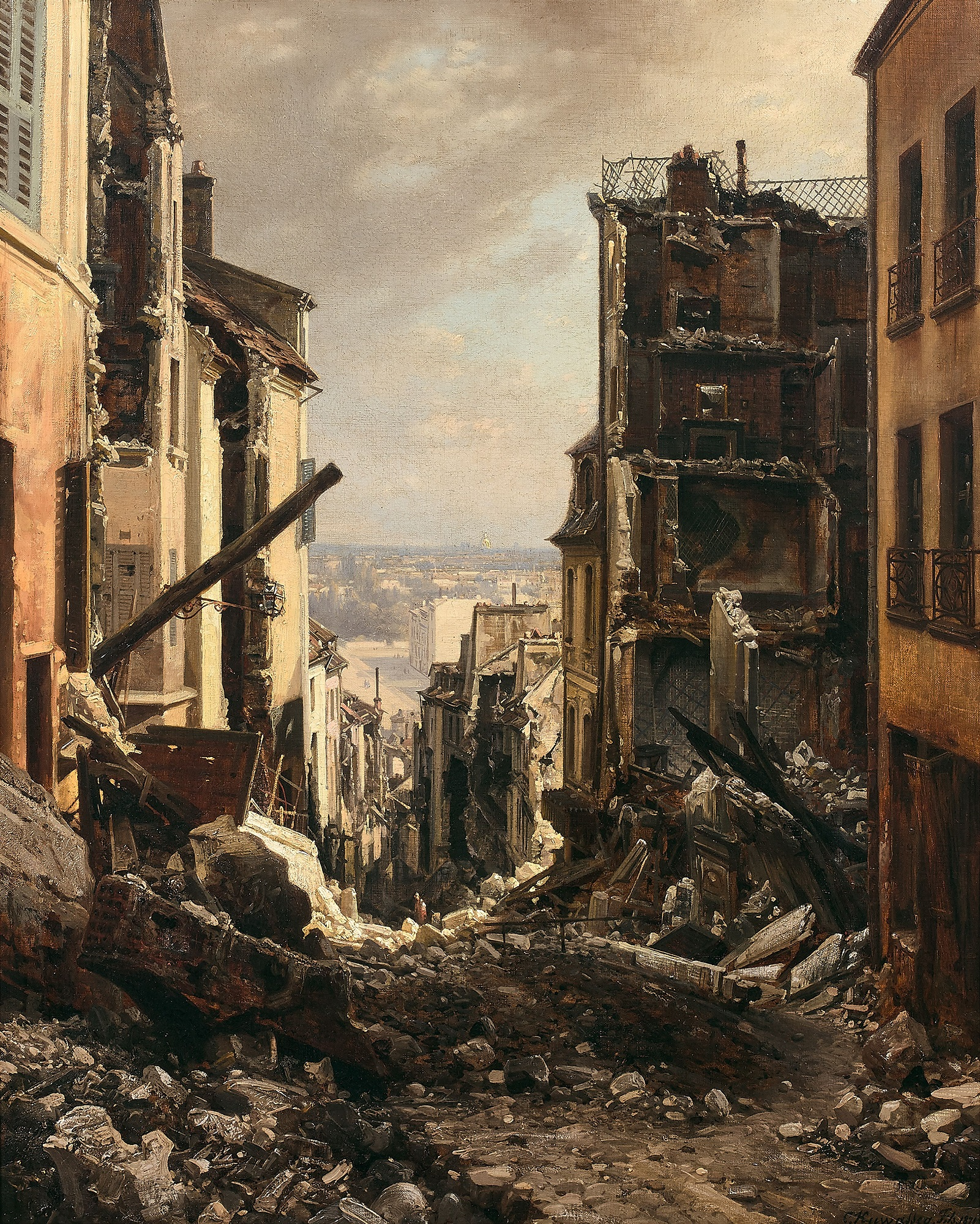
Charles Euphrasie Kuwasseg, La rue Royale à Saint-Cloud après l’incendie, 1871.

Oricum ar fi, orașul a ieșit aproape complet distrus din război, rămânând în picioare doar 21 de case. A fost necesar să fie reconstruit.

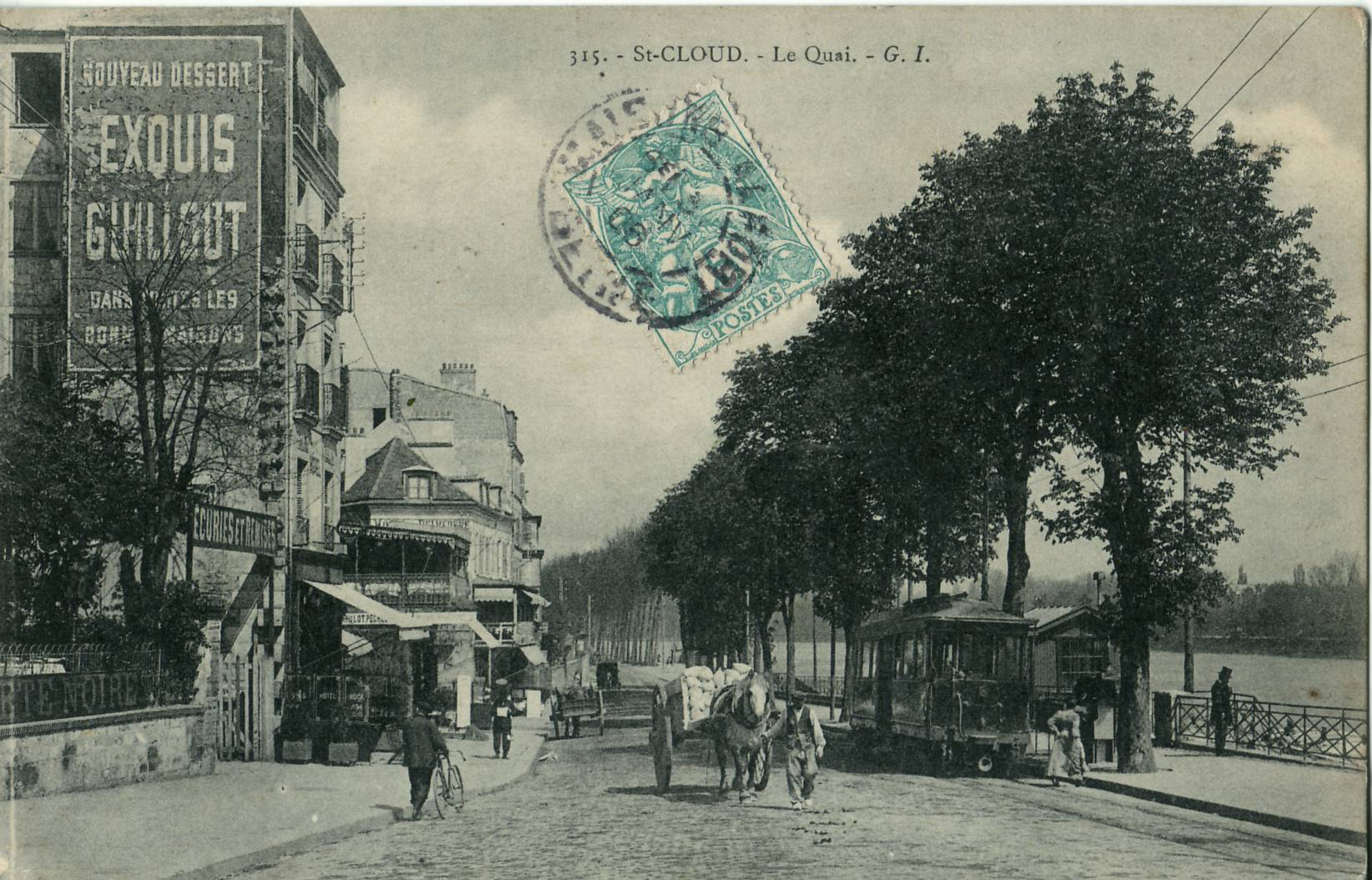
Încă din 1901, Tramways mécaniques des environs de Paris operau o linie de tramvai de-a lungul cheiurilor Senei, de la podul Saint-Cloud până la Pierrefitte-sur-Seine.

La începutul secolului XX, noul cartier des Coteaux a intrat în posteritate datorită performanțelor remarcabile ale aerostiștilor de la Aéro-Club de France, printre care se număra și Alberto Santos-Dumont.
Între 1882 și 1987, comuna a găzduit una dintre cele două școli normale superioare, care a devenit astăzi École normale supérieure de Fontenay-Saint-Cloud (ENS LSH), relocată în Lyon.

### Secolul XX
Mai multe amenajări contemporane au schimbat radical fizionomia orașului, ducând la dispariția micilor magazine, a guinguettelor și a restaurantelor, în special în jurul pieței Georges-Clemenceau, poarta de intrare în Saint-Cloud dinspre Paris. În 1974, a fost finalizat un viaduct auto care trece pe lângă centrul orașului pentru a conecta zona cu tunelul Saint-Cloud, prin care treceau în 2008 aproximativ 100.000 de mașini pe zi.
În 1971, Francis Chaveton a pierdut primăria, în principal din cauza nemulțumirii populației legate de construcția birourilor de la Colline, proiectate de arhitectul Noël Le Maresquier. Aceste clădiri, cu fațade din sticlă fumurie, găzduiesc 132 de companii pe o suprafață de 162.562 m². Noul primar, Jean-Pierre Fourcade, a inițiat o renovare a centrului orașului, deoarece 570 dintre cele 700 de locuințe din zonă erau considerate atunci insalubre.
În 1967, după recunoașterea sa de către ONU, Interpol și-a stabilit sediul central la Saint-Cloud, pe strada Armengaud nr. 20. Această organizație internațională s-a mutat în 1989 la Lyon, în cartierul Cité internationale.
În 1995, compania Dassault a eliberat un spațiu de 1,1 hectare, în ZAC Rives-de-Seine, care a fost ulterior amenajat pentru a include 4.500 m² de birouri, aproximativ o sută de locuințe și diverse echipamente publice.

## Populația și societatea

### Date demografice
Evoluția numărului de locuitori este cunoscută prin recensămintele populației efectuate în comună începând din 1793. Pentru comunele cu mai puțin de 10 000 de locuitori, un recensământ al întregii populații este realizat la fiecare cinci ani, populațiile legale pentru anii intermediari fiind estimate prin interpolare sau extrapolare. Pentru comuna respectivă, primul recensământ exhaustiv în cadrul noului dispozitiv a fost realizat în 2004.
În 2022, comuna număra 29859 locuitori, în scădere cu -1,11 % față de 2016 (Hauts-de-Seine: +2,75 %, Franța fără Mayotte: +2,11 %).
| An        | 1793 | 1821 | 1841 | 1856 | 1876 | 1886 | 1901 | 1921  | 1936  | 1962  | 1982  | 2006  | 2014  | 2022  |
| --------- | ---- | ---- | ---- | ---- | ---- | ---- | ---- | ----- | ----- | ----- | ----- | ----- | ----- | ----- |
| Populație | 2042 | 1953 | 3417 | 4405 | 4862 | 5380 | 7195 | 11921 | 16597 | 26472 | 28561 | 29385 | 29360 | 29859 |

## Cultura locală și patrimoniul

### Locuri și monumente

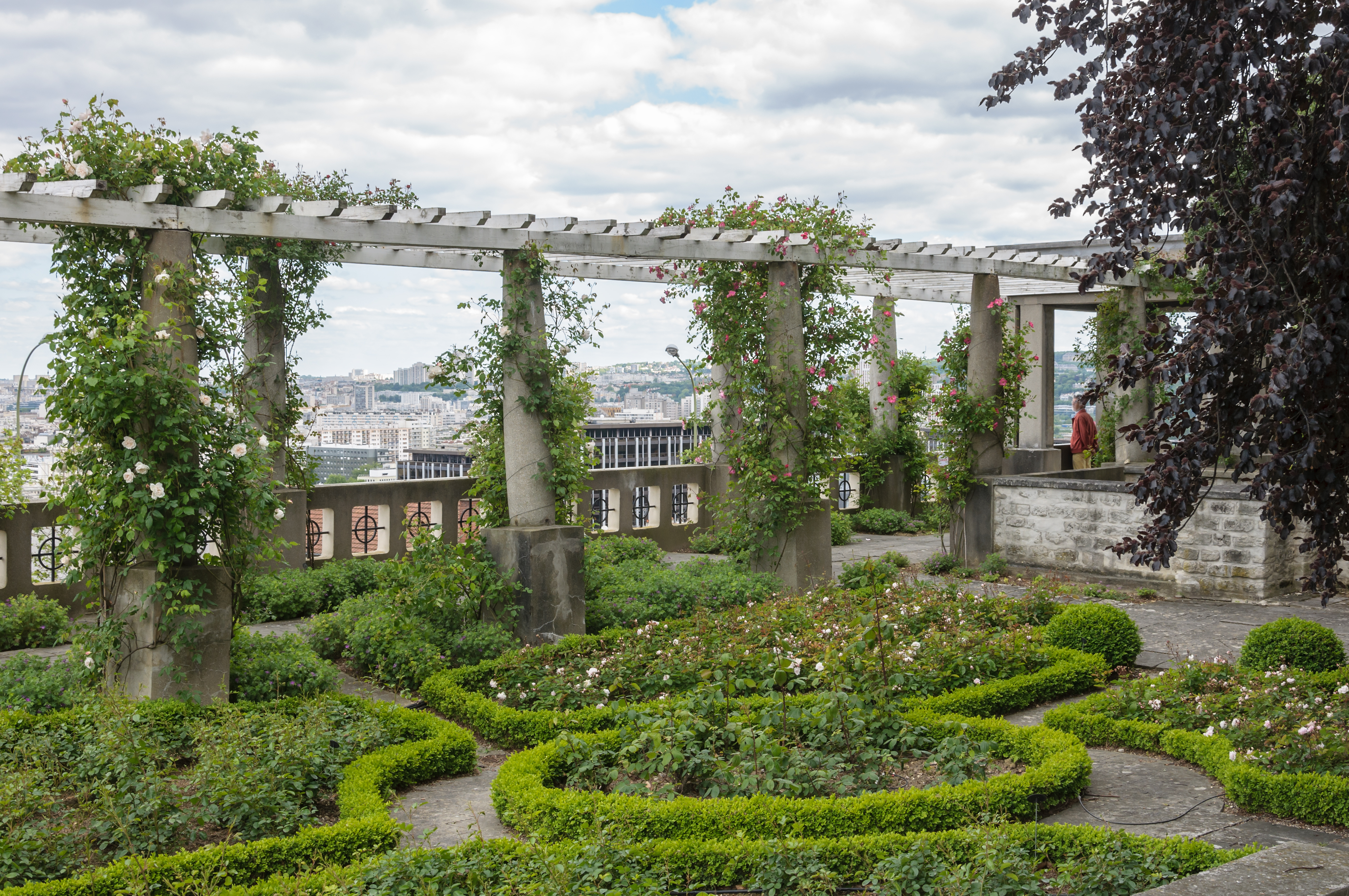
Grădina Stern, operă a lui Jean Claude Nicolas Forestier, a fost înscrisă pe lista monumentelor istorice în 2006.

De remarcat printre construcțiile arhitectului decorator Louis Süe: vila Jeanne Paquin, realizată în 1912 la numărul 33 de pe strada Mont-Valérien, și vila Jane Renouardt, situată la numărul 2 de pe strada Buzenval, construită între 1924 și 1925 (neînscrisă pe lista monumentelor istorice), în colaborare cu artiștii pictori André Mare și Jean Claude Nicolas Forestier, alături de Compagnie des Arts français.
De asemenea, la numărul 22 de pe strada Armengaud se află o vilă (privată, neînscrisă pe lista monumentelor istorice) construită în 1902 de arhitectul Édouard Arnaud. Acestuia îi aparține și un alt imobil situat la numărul 1 de pe strada Danton (Paris, arondismentul 6), care aplică principiul construcției din beton, inclusiv decorațiunile fațadelor, într-un stil Art Deco. Un al treilea imobil proiectat de Arnaud, situat la numărul 16 de pe strada Octave-Feuillet (Paris, arondismentul 16), a fost premiat în cadrul concursului de fațade al orașului Paris din 1900.

#### Domeniul național de Saint-Cloud

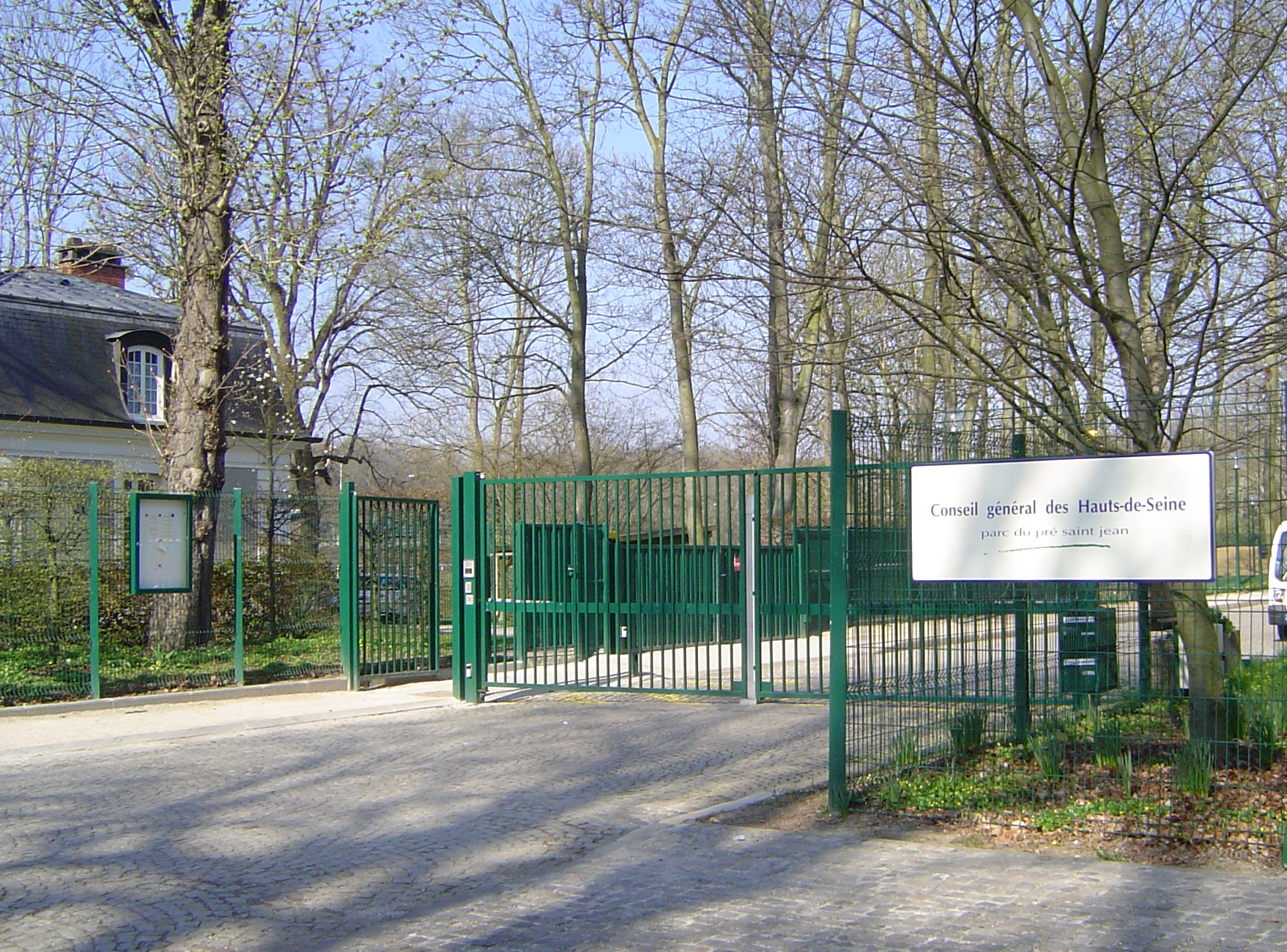
Intrarea în Pré Saint-Jean.

Domeniul național de Saint-Cloud, cunoscut și sub numele de parcul Saint-Cloud, este locul unde se afla castelul, reședință de vacanță a mai multor suverani francezi. Grădinile în stil francez, proiectate de Le Nôtre, au fost păstrate.
Parcul a fost clasat în inventarul monumentelor istorice încă din anul 1900.
Domeniul are o suprafață de 460 de hectare, cea mai mare parte aflându-se pe teritoriul comunei Saint-Cloud. Pavillon de Breteuil, sediul Biroului Internațional de Greutăți și Măsuri, nu este situat în Sèvres, ci în Saint-Cloud (deși adresa sa poștală este atribuită localității Sèvres).
Parcul aparține statului francez, cu excepția zonei Pré Saint-Jean, care aparține consiliului general din Hauts-de-Seine. În Pré Saint-Jean are loc în fiecare ultim weekend din septembrie evenimentul Famillathlon, organizat în cadrul sărbătorii Week-end du sport en famille.
Parcul găzduiește în mod regulat evenimente precum Visites au jardin sau Park in Progress, o noapte europeană dedicată creației.

#### Grădina Tourneroches

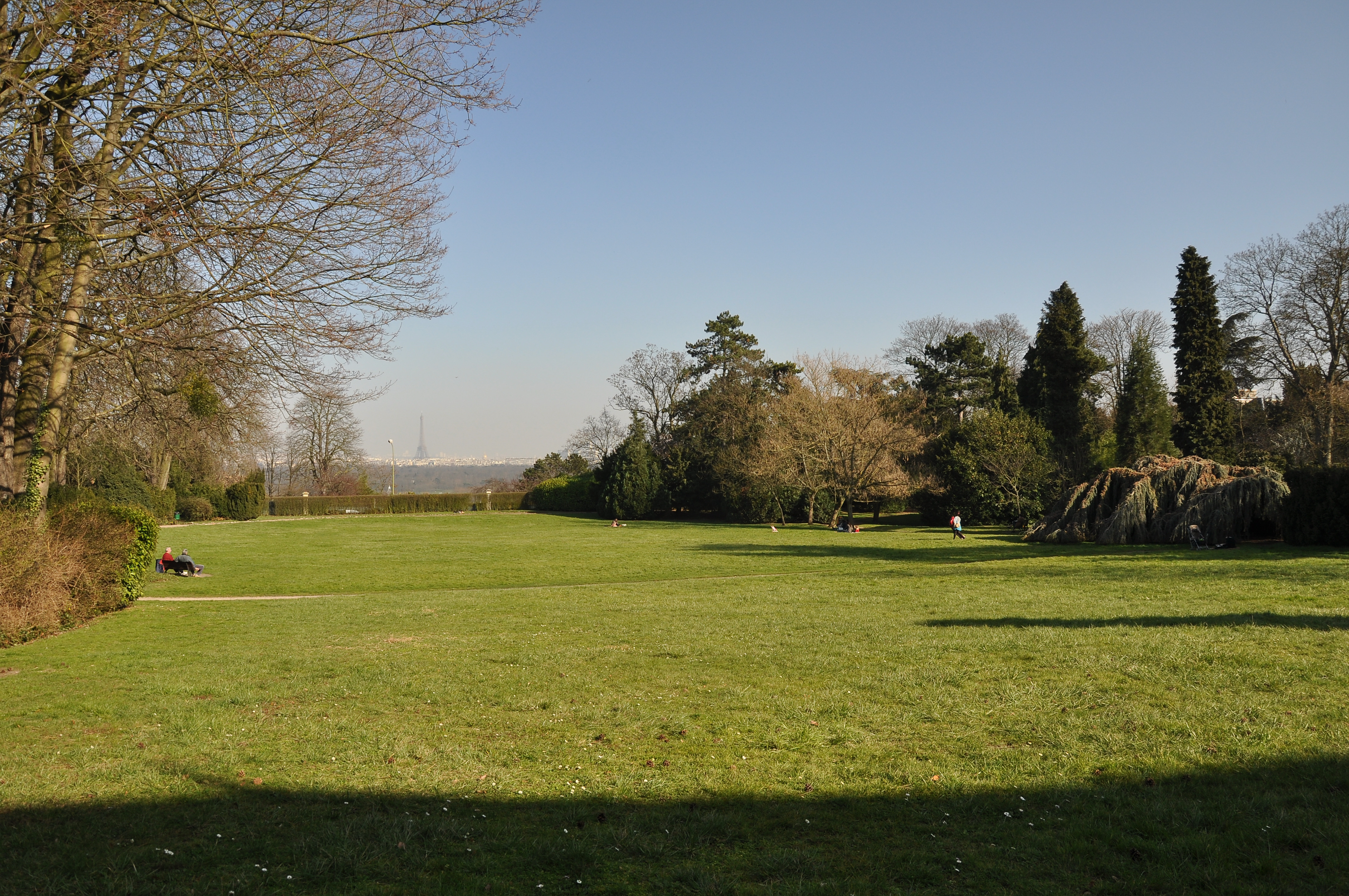
Vedere spre Paris din grădina Tourneroches.

Această grădină oferă una dintre cele mai impresionante priveliști panoramice din departament, având în centru Turnul Eiffel și cuprinzând pădurea Bois de Boulogne și Parisul, văzute de pe balconul natural al versanților. Aceste terenuri au aparținut, începând din 1860, influentei familii de Goyeneche, Grandi de España și duci de Gamio. În acea perioadă, proprietatea era cunoscută sub numele de Castel Gamio.
Casa, cunoscută sub numele de Vila Tourneroches, a fost construită în anii 1930. Doctorul Débat a cumpărat proprietatea situată de o parte și de alta a străzii Mont-Valérien. Domeniul includea deja o casă, anexe și o grădină amenajată la începutul secolului. Doctorul a demolat casa inițială și a construit propria reședință, o casă pentru paznici și o altă casă situată în apropierea gării. Cu toate acestea, parcul, anexele și porumbarul existente au fost păstrate.

#### Biserici

##### Biserica Saint-Clodoald
Această biserică neo-medievală domină centrul orașului vechi. A fost reconstruită în perioada celui de-al Doilea Imperiu de arhitectul Pierre-Félix Delarue, între aprilie 1861 (când a fost pusă piatra de temelie) și mai 1863 (sfințirea), pe locul vechii biserici colegiale care adăpostea cripta ce conținea, poate în mod apocrif, mormântul sfântului Clodoald.
În interiorul bisericii, sub altarul capelei dedicate sfântului Clodoald, se află o raclă ce conține relicvele acestuia. În navă se găsește o frumoasă amvon sculptat din stejar, realizat de Guilbert în 1900. Biserica este construită pe fundațiile vechii biserici, ridicată în 1778. A fost inclusă în inventarul monumentelor istorice la 16 februarie 1995.
Această biserică, înălțată în stil gotic, a fost decorată cu sprijinul împărătesei Eugénie, care a donat altarul din marmură albă.

##### Stella-Matutina
Această biserică a fost consacrată în 1965.
Arhitecții Alain Bourbonnais, Thierry Bouts și Raoul Vergez i-au dat forma unui cort circular imens, construit din lemn, metal și sticlă, sprijinit în nouă puncte pe o bază de beton. Clădirea este precedată de o copertină în formă de prora unei nave.
„Prin liniile lor convergente, acoperișul de cupru și structura din lemn de brad creează o impresie uluitoare de înălțare și perspectivă, accentuată de aranjamentul concentric al băncilor în jurul altarului.”.

##### Notre-Dame-des-Airs
Biserica Notre-Dame-des-Airs, construită în 1919, își datorează numele amintirii pionierilor aviației, precum Santos-Dumont, care au frecventat acest cartier.

##### Fosta capelă a azilului
Această capelă, în stil Louis XVI, a făcut parte din azilul fondat în 1787 de Maria Antoaneta. Este singura parte care mai există din acest azil. A fost inclusă în inventarul monumentelor istorice la 28 decembrie 1979.

#### Clădirea primăriei

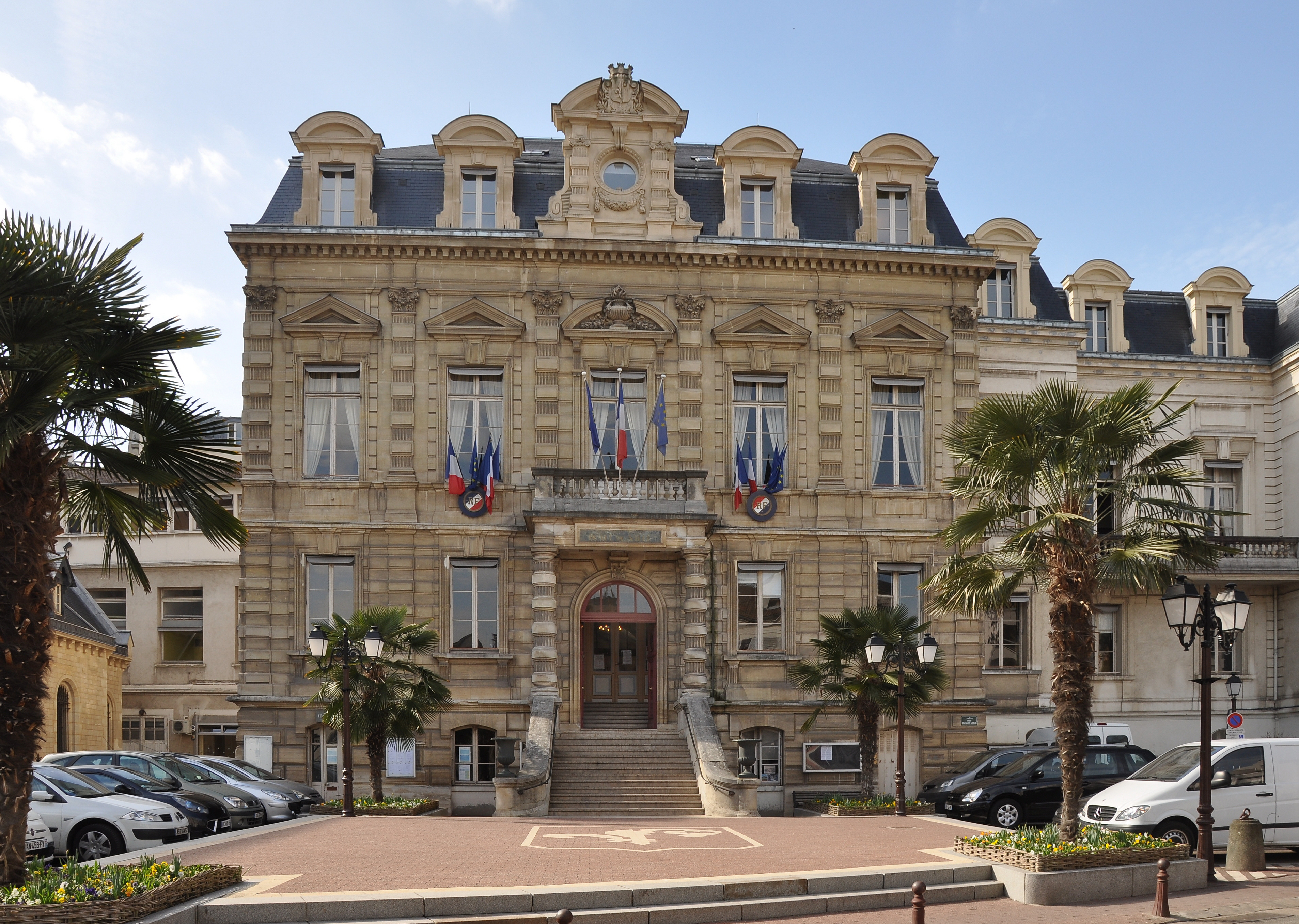
Primăria Saint-Cloud.

Construcția primăriei a început în februarie 1870, conform planurilor arhitectului comunal J. Berault. Lucrările au fost suspendate printr-o decizie a consiliului municipal din 20 august 1870. Reluate în aprilie 1873, primăria a devenit funcțională la începutul anului 1874.
În 1924, clădirea a fost extinsă de arhitectul comunal Henri Renard. Ulterior, în 1966, a fost supraînălțată și mărită conform planurilor arhitectului Maurice Benezech.

#### Hipodromul din Saint-Cloud
Hipodromul din Saint-Cloud se află în nord-vestul localității Saint-Cloud. A fost inaugurat pe 15 martie 1901. În prezent, este un hipodrom dedicat curselor de galop, având o pistă de 2.300 de metri, acoperită cu iarbă și cu sensul de alergare spre stânga. Se întinde pe o suprafață de 75 de hectare.

#### Podul Saint-Cloud

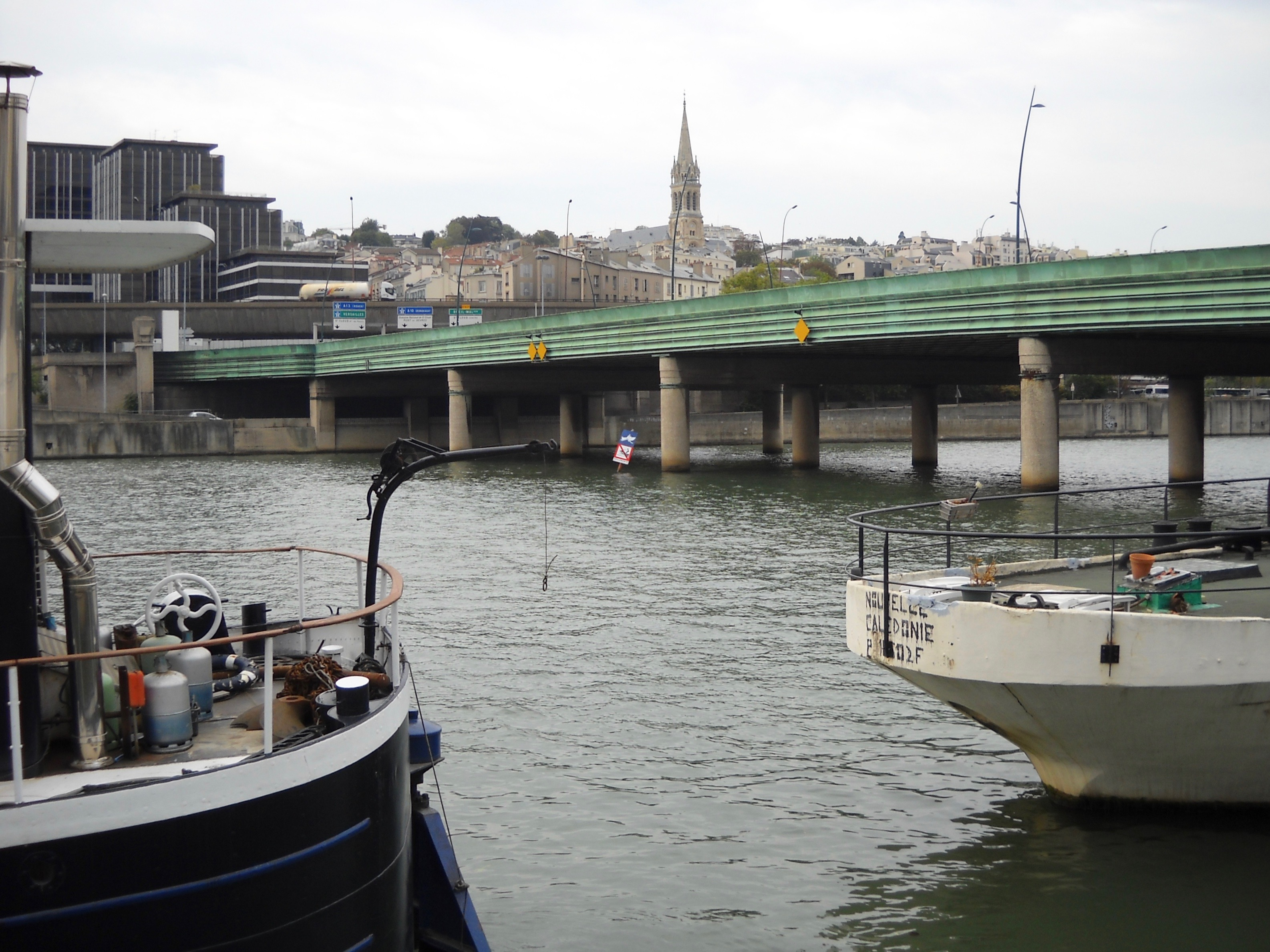
Podul care leagă Saint-Cloud de Boulogne-Billancourt.

Primul pod din Saint-Cloud apare în istorie în anul 841, în timpul unui conflict între Carol cel Pleșuv și Lothar I. Astfel, Sena poate fi traversată în acest loc de douăsprezece secole. O tradiție spunea că niciun rege al Franței nu avea voie să-l traverseze, sub pedeapsa morții subite. Din acest motiv, suveranii traversau Sena cu barca. Când Francisc I a murit la Rambouillet, cortegiul său funerar a fost trecut peste pod, iar tradiția incomodă a fost ruptă fără riscuri, regele fiind deja mort.
Podul de lemn a fost apoi demolat, iar în 1556 fiul său, Henric al II-lea, a construit un pod splendid, format din unsprezece arce din piatră fasonată. Acest pod a fost demolat în timpul celei de-a doua Fronde și înlocuit cu un pod cu arce de lemn. Napoleon a ordonat refacerea acestuia în 1808, podul având atunci o lățime de 12,8 metri.
A fost reconstruit în 1940 și lărgit la 30 de metri, având o lungime de 186 de metri. Suprastructura metalică cu fațade de cupru, proiectată de Sube, traversează Sena dintr-o singură întindere, sprijinită pe șase rânduri de coloane din beton armat. Pentru a facilita circulația de-a lungul cheiurilor, pe ambele maluri au fost amenajate pasaje subterane.

#### Rezervoarele de l'Avre
Cele patru rezervoare, construite între 1891 și 1938, permit stocarea apei înainte de transportul acesteia către Paris. Apa este adusă din departamentul Eure-et-Loir printr-un apeduct cu o lungime de 102 kilometri, care trece peste pasarela de l'Avre.

#### Montretout
Montretout este un domeniu privat închis, întins pe 8,3 hectare, care găzduiește aproximativ cincizeci de hoteluri particulare. Domeniul a fost reședința mai multor personalități franceze de-a lungul timpului.
Domeniul a fost parcelat în timpul domniei lui Ludovic-Filip și ocupat, în perioada celui de-al Doilea Imperiu, de apropiați ai lui Napoleon al III-lea și ai împărătesei Eugénie. A fost unul dintre locurile de luptă în timpul asediului Parisului din timpul războiului din 1870, iar mai multe case au fost ocupate de autoritățile germane în timpul celui de-al Doilea Război Mondial.

#### Cazarma Sully
Cazarma Sully este o clădire situată pe o parcelă la intrarea fostului domeniu regal din Saint-Cloud. Începând cu secolul al XIX-lea, aceasta a găzduit o cazarmă și diverse spații aparținând Ministerului Apărării. În prezent, cazarma are ca destinație viitoare transformarea în Muzeul Marelui Secol (Musée du Grand Siècle).

#### Monumentul dedicat lui Santos-Dumont

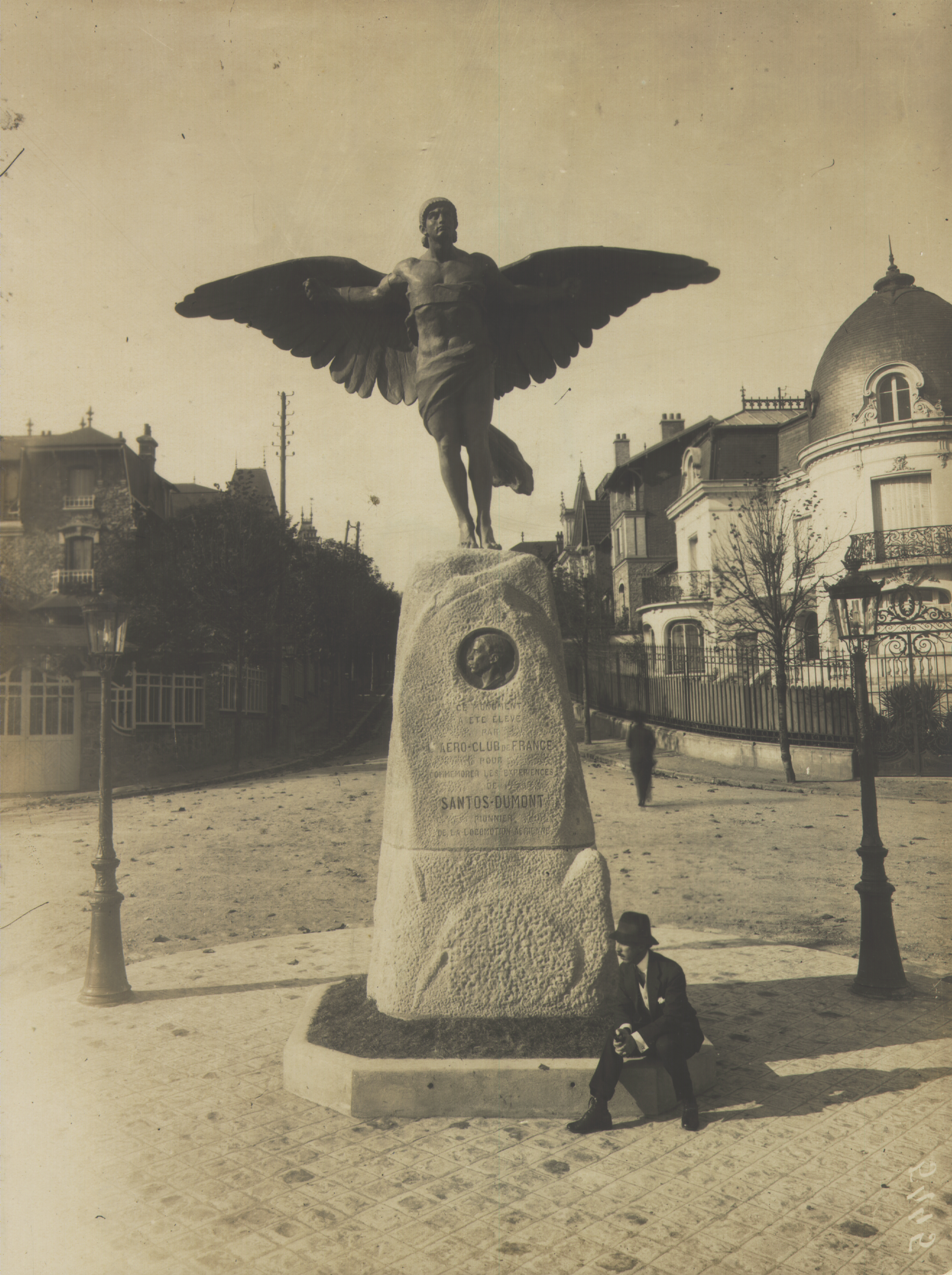
Santos-Dumont pozând lângă statuia ridicată în onoarea sa, în 1913.

Pe Avenue de Longchamp din Saint-Cloud, o statuie din bronz comandată de Aéro-Club de France îl reprezintă pe Icar, personaj din mitologia greacă, în onoarea lui Santos-Dumont. Monumentul este amplasat în Place Santos-Dumont, lângă parcul de aerostație des Coteaux de Saint-Cloud (parcul de aerostație al Aéro-Club de France), unde Santos-Dumont și-a desfășurat experimentele cu „mai greu decât aerul”. Monumentul a fost inaugurat pe 19 octombrie 1913.

### Personalități
- Henric al III-lea (1551-1589), rege al Franței, asasinat la Saint-Cloud.
- Filip de Orléans (1640-1701), cunoscut ca Monsieur, fratele lui Ludovic al XIV-lea, a murit în 1701 în castelul său din Saint-Cloud, unde locuia din 1658.
- Anne Henrietta a Angliei (1644-1670), fiica regelui Carol I al Angliei și al Scoției și a reginei Henrietta de Franța, soția lui Philippe d'Orléans, a murit în castelul din Saint-Cloud.
- Napoleon Bonaparte (1769-1821) a transformat castelul din Saint-Cloud în reședința sa preferată și a realizat acolo lovitura de stat de la 18 Brumar, anul VIII (9 noiembrie 1799).
- Émile Verhaeren (1855-1916), poet belgian flamand de expresie franceză, a locuit în Saint-Cloud. Unul dintre cele două colegii din oraș îi poartă numele.
- Florent Schmitt (1870-1958), compozitor, a locuit în Saint-Cloud. Liceul general și tehnologic din oraș i-a purtat numele, însă ulterior a fost redenumit Alexandre Dumas din cauza pozițiilor sale antisemite exprimate în anii 1930.
- Helena Rubinstein (1870-1965), industrială și fondatoarea companiei care îi poartă numele, a construit la Saint-Cloud un laborator destinat fabricării industriale a cremelor sale. Acesta a fost transformat într-o fabrică la începutul anilor 1930[59].
- Alberto Santos-Dumont (1873-1932), pionier brazilian al aviației, a câștigat în 1901 competiția rezervată dirijabilelor, lansându-se de pe versanții din Saint-Cloud. Provocarea consta în parcurgerea distanței dintre Saint-Cloud și Turnul Eiffel în mai puțin de 30 de minute. Unul dintre cele două licee din oraș îi poartă numele.
- Marcel Dassault (1892-1986), inginer, antreprenor și om politic francez, și-a instalat fabricile la Saint-Cloud.
- Jean Devaivre (1912-2004), rezistent și cineast francez (câștigător al Marelui Premiu de la Locarno, Voile d'Or în 1949 pentru La Ferme des 7 péchés), a locuit în Saint-Cloud între 1949 și moartea sa în 2004.
- Lino Ventura (1919-1987), actor italian de cinema francez, a locuit în Saint-Cloud (în domeniul Montretout), unde a și murit.
- Jocelyn Beaufils, cunoscut sub numele de Jocelyn Quivrin (născut pe 14 februarie 1979 la Dijon, decedat pe 15 noiembrie 2009 la Saint-Cloud), a fost un actor francez.
- Philippe Dumat, actor, a decedat la Saint-Cloud pe 10 ianuarie 2006.
- Jean-Marie Le Pen (născut în 1928), om politic, locuiește în Saint-Cloud, în domeniul Montretout.
- Jean-Claude Killy (născut în 1943), schior alpin și pilot de curse auto, a câștigat trei medalii de aur la Jocurile Olimpice de la Grenoble din 1968.
- Mireille Audibert (1944-1993), actriță, a murit la Saint-Cloud.
- Maurice Allais (1911-2010), laureat al Premiului Nobel pentru Economie, a murit la Saint-Cloud.
- Marine Le Pen (născută în 1968), om politic, locuiește în Saint-Cloud, în domeniul Montretout.
- Marion Maréchal (născută în 1989), om politic, a locuit mult timp în Saint-Cloud.
- Fernand Gravey (1905-1970), actor, este înmormântat în cimitirul din Saint-Cloud (parcelă B).
- Mylène Farmer (născută în 1961), autoare, compozitoare, producătoare și interpretă, locuiește în Saint-Cloud[60].

## Înfrățiri
- Germania – Bad Godesberg - din 1957[61]
- Spania – Boadilla del Monte - din 1999[61]
- Belgia – Kortrijk - din 1994[61]
- Italia – Frascati - 1957[61]
- Anglia – Windsor and Maidenhead - din 1957[61]
- Statele Unite ale Americii – St. Cloud, Florida[61]
- Statele Unite ale Americii – St. Cloud, Minnesota - din 1995[61]
- Romania – Predeal[61]